# Bellegarde-Sainte-Marie
Bellegarde-Sainte-Marie ist eine französische Gemeinde mit 203 Einwohnern (Stand: 1. Januar 2022) im Département Haute-Garonne in der Region Okzitanien (vor 2016 Midi-Pyrénées). Sie gehört zum Arrondissement Toulouse und zum Kanton Léguevin. Die Einwohner werden Bellegardiens und Bellegardiennes genannt.

## Geographie
Bellegarde-Sainte-Marie liegt an der Grenze zum Département Gers, etwa 31 Kilometer nordwestlich von Toulouse. Umgeben wird Bellegarde-Sainte-Marie von den Nachbargemeinden Vignaux im Nordwesten und Norden, Garac im Norden, Thil im Nordosten, Le Castéra im Osten, Sainte-Livrade im Südosten und Süden, L’Isle-Jourdain im Süden, Monbrun im Westen sowie Encausse im Nordwesten.

## Bevölkerungsentwicklung
| Jahr                       | 1962 | 1968 | 1975 | 1982 | 1990 | 1999 | 2006 | 2013 | 2020 |
| Einwohner                  | 186  | 140  | 158  | 145  | 162  | 176  | 192  | 209  | 195  |
| Quellen: Cassini und INSEE |      |      |      |      |      |      |      |      |      |

## Sehenswürdigkeiten

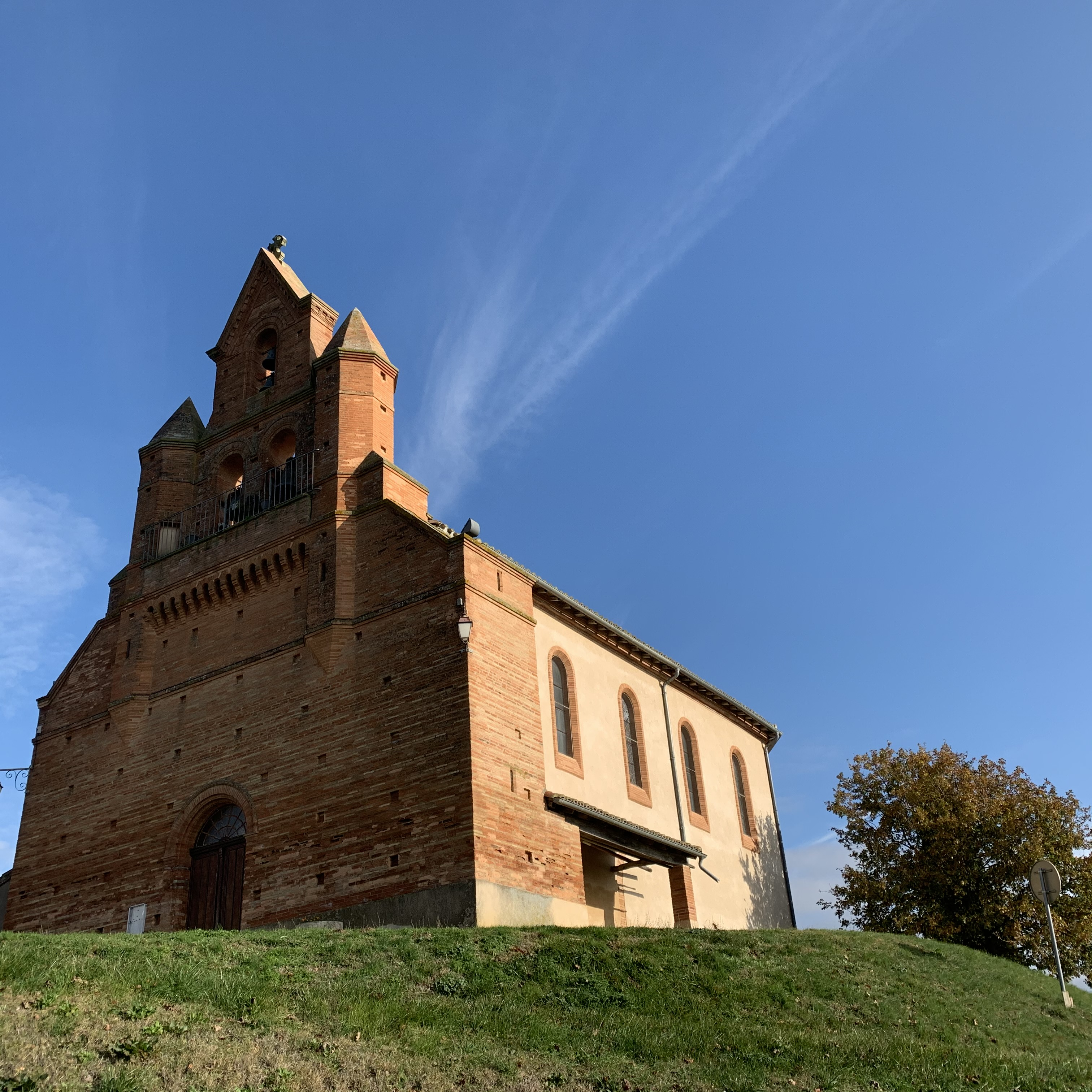
Kirche Saint-Barthélemy
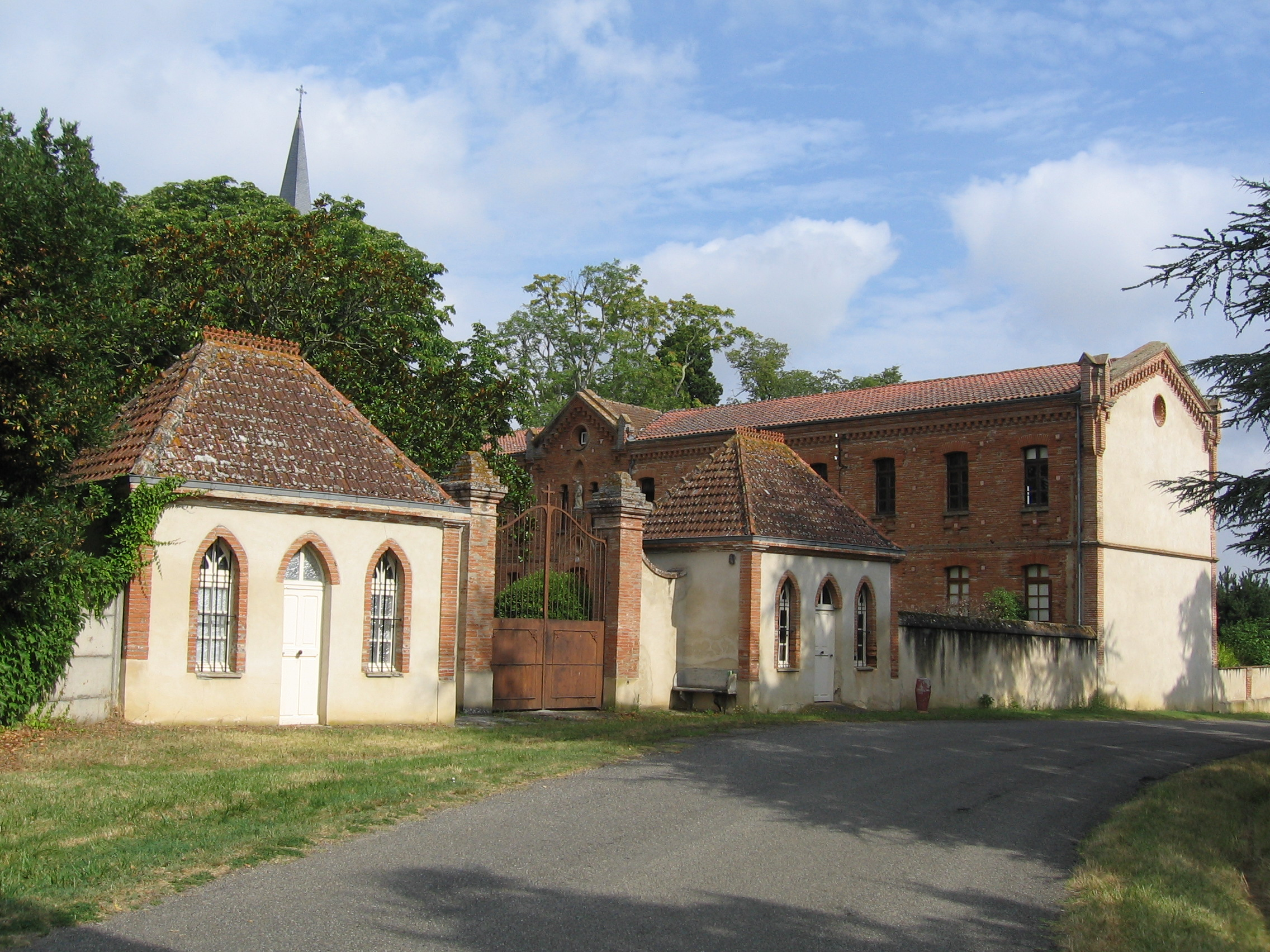
Kloster Sainte-Marie-du-Désert, 1852 gegründet
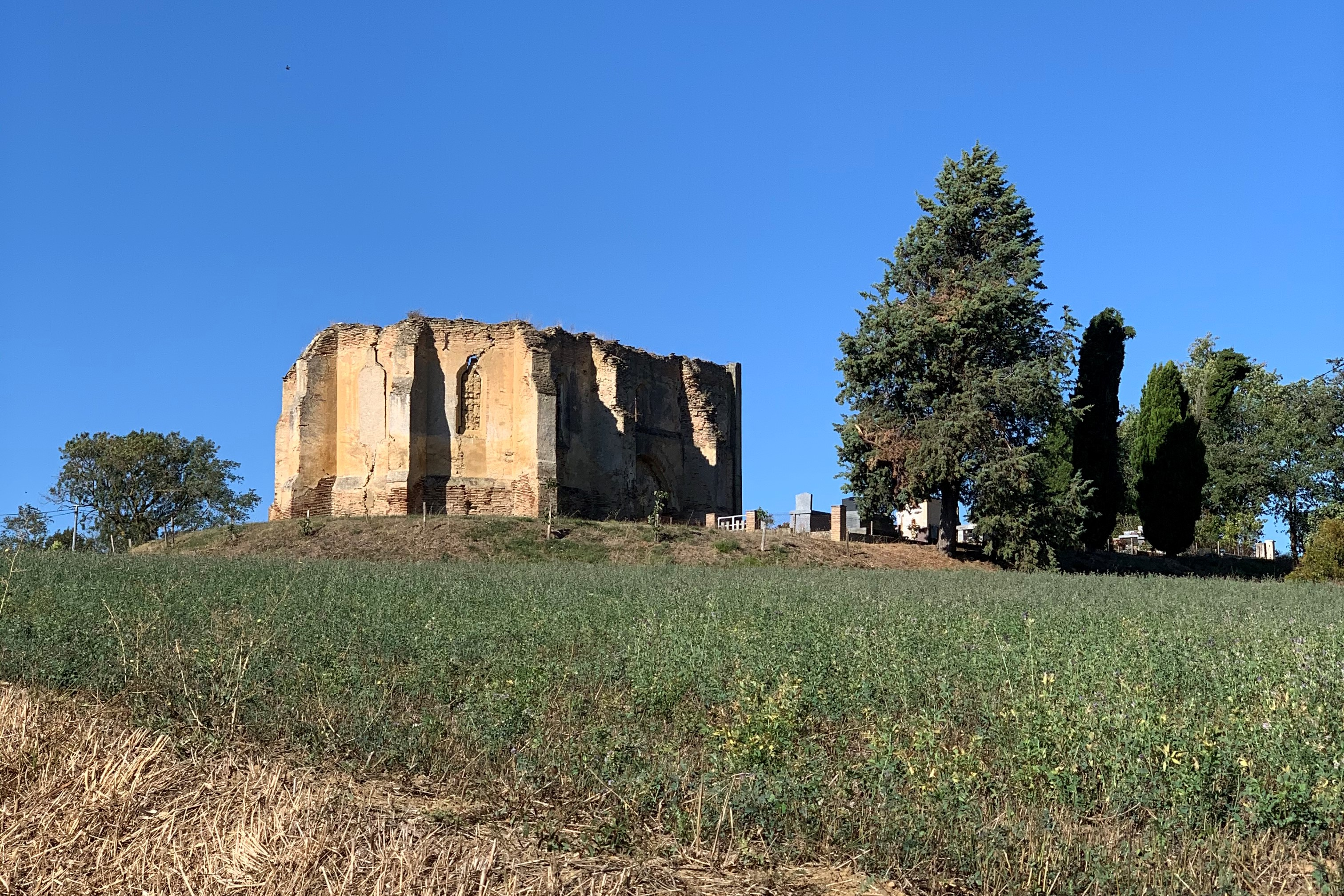
Ruine der Kirche von Bernis

- Kirche Saint-Barthélemy
- Trappistenabtei Sainte-Marie-du-Désert
- Ruine der Kirche von Bernis